# Monte Novo do Castelinho
Monte Novo do Castelinho war ein römischer Staudamm in Portugal in Form eines Erddammes. Die Reste des Bauwerks liegen südöstlich von Ourique im Alentejo.
Die erhaltene Dammhöhe übersteigt bei einer Breite von etwa 11,0 m nicht einmal einen Meter. Die Länge des Staudammes betrug etwa 56 m. An dem Durchbruch, den der Bach in den Damm spülte, lässt sich das Schichtprofil der Erdaufschüttung ablesen. Wie der Wasserauslauf reguliert wurde, ist unklar.
Der Stausee versorgte eine kleine römische Siedlung in unmittelbarer Nähe. Im Jahre 1997 wurde ein durch den Ackerbau gestörter römischer Friedhof gefunden. Die Ausgrabung von zwölf Körper- und Brandgräbern legt nahe, dass er zwischen dem 2. und 4. Jahrhundert n. Chr. genutzt wurde.

## Povoado das Mesas do Castelinho

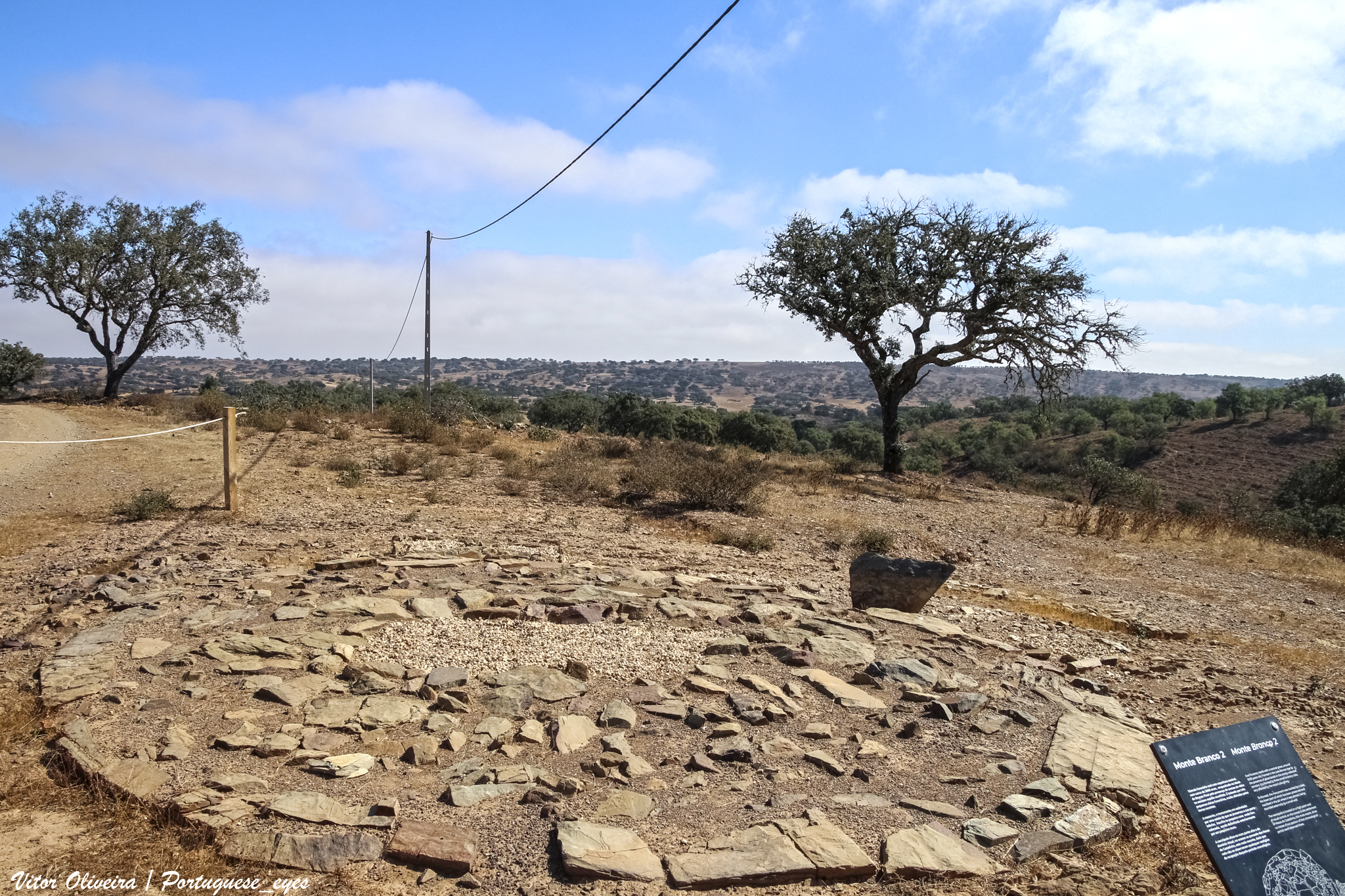
Ausgrabung Mesas de Castelinho

Der Povoado das Mesas do Castelinho ist eine im Chalkolithikum gegründete und während der römischen und islamischen Zeit besetzte Siedlung in der Nähe des Dorfes Santa Clara-a-Nova. Obwohl die Ruinen seit dem späten 19. Jahrhundert bekannt sind, wurde die erste eingehende Untersuchung erst 1948 durchgeführt. Das Gelände wurde 1990 als von öffentlichem Interesse eingestuft.